# Balduíno V de Jerusalém
Balduíno V (1177 ou 1178 – 1186) foi o rei de Jerusalém que reinou junto com seu tio, Balduíno IV, de 1183 a 1185 e, após a morte de seu tio, como único rei de 1185 até sua própria morte em 1186. A lepra de Balduíno IV impedia que ele tivesse filhos e assim ele passou seu reinado preparando vários parentes para sucedê-lo. Finalmente, seu sobrinho foi escolhido, e Balduíno IV o coroou como co-rei para afastar o impopular padrasto do menino, Guido de Lusignan. Quando Balduíno IV morreu, o conde Raimundo III de Trípoli assumiu o governo em nome do jovem rei. Balduíno V morreu de causas desconhecidas e foi sucedido por sua mãe, Sibila, que então fez de Guido rei.